# Huyi
Huyi léase Ju-Yi (en chino:鄠邑区, pinyin:Hùyì qū) es un distrito urbano bajo la administración directa de la subprovincia de Xi'an. Se ubica al sureste de la provincia de Shaanxi, este de la República Popular China. Su área es de 1213 km² y su población total para 2015 fue +500 mil habitantes.

## Administración
El distrito de Huyi se divide en 14 pueblos que se administran en  1 subdistrito y 13 poblados.